# Montaż powierzchniowy

Montaż powierzchniowy. 1 – element SMD, 2 – jego wyprowadzenia elektryczne, 3 – lutowina, 4 – klej, 5 – ścieżki przewodzące, 6 – podłoże

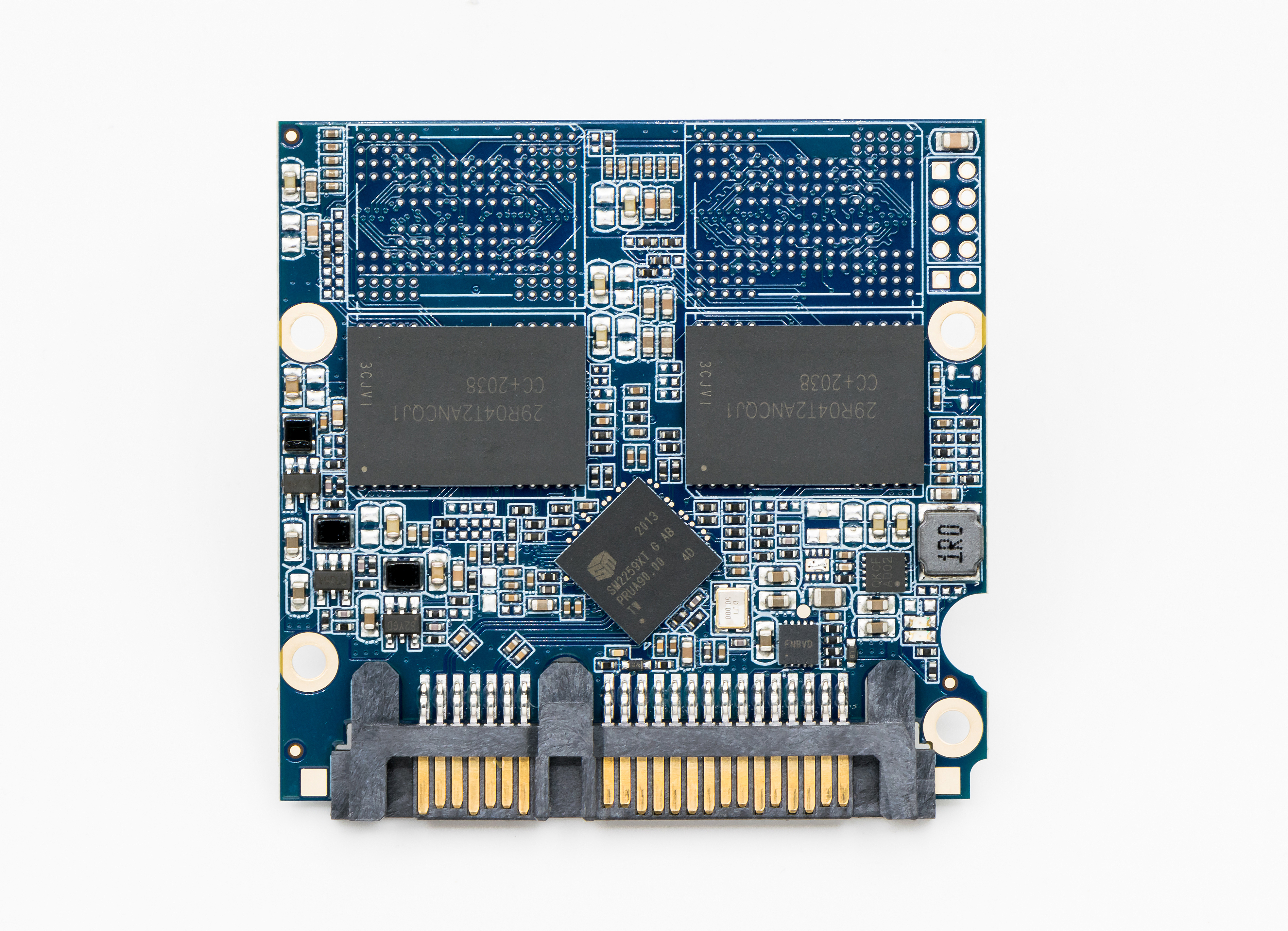
Obwód drukowany z montażem powierzchniowym

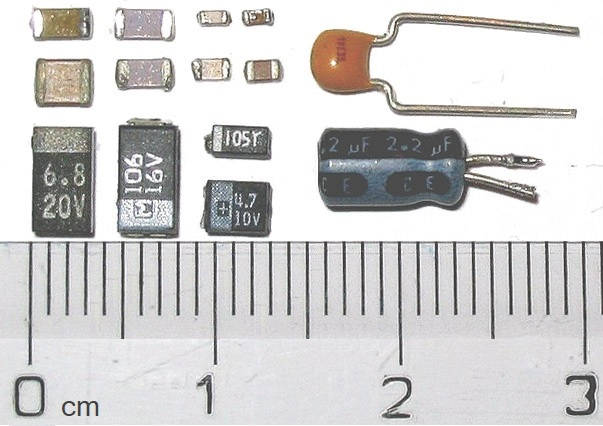
Kondensatory; z lewej SMD, z prawej „przewlekane”

Montaż powierzchniowy, SMT (od ang. surface-mount technology) – sposób umieszczania elementów elektronicznych na płytce z nadrukowanym obwodem. Komponenty przeznaczone do takiego montażu (SMD, od ang. surface-mount devices lub surface-mounted devices) charakteryzują się niewielkimi wymiarami, mają płaskie obudowy i końcówki lutownicze w formie kołnierzy obejmujących końce obudowy. Ze względu na niewielkie fizyczne rozmiary podzespołów końcówki lutownicze są znacznych rozmiarów, w porównaniu z obudową.

## Proces montażu
Z wyjątkiem szczególnych przypadków (prace serwisowe, konstrukcje amatorskie, produkcja prototypowa i jednostkowa) montaż powierzchniowy przebiega automatycznie i odbywa się w następujących etapach:
1. Pola lutownicze (miejsca przewidzianego lutowania, tzw. pady) pokrywane są pastą lutowniczą, w której skład wchodzi topnik oraz mikroskopijne kulki lutu cynowego.
2. Na płytce rozmieszczane są elementy elektroniczne (komponenty).
3. Jeśli płytka jest dwustronna, komponenty na pierwszej stronie są przyklejane przy pomocy kropli kleju (4) nakładanej przed rozmieszczeniem komponentów.
4. Niekiedy po obu stronach płytki stosowana jest pasta lutownicza.
5. Płytka drukowana z nałożonymi elementami trafia do pieca, w którym pasta lutownicza i cyna roztapia się, tworząc spoiwo lutownicze.
6. Po wyjściu z pieca i obniżeniu temperatury następuje zakrzepnięcie spoiwa i powstanie trwałego połączenia elektrycznego.

## Oznaczenia elementów SMD
W związku z małymi rozmiarami elementów, a także z uwagi na przeznaczenie do montażu automatycznego, znaczna część elementów SMD nie posiada żadnych oznaczeń wartości na obudowach. Większość producentów nie umieszcza wartości na obudowach kondensatorów, elementów indukcyjnych oraz optoelektronicznych. Oznaczenia są zwyczajowo umieszczane na obudowach układów scalonych oraz rezystorów.
W odróżnieniu od rezystorów do montażu przewlekanego, rezystory SMD nie są oznaczane kodem barwnym – stosuje się jedynie cyfry i ewentualnie litery. W powszechnym użyciu są dwa różne systemy kodowania wartości rezystora SMD.

### Oznaczenia standardowe
Standardowe oznaczenie rezystora składa się z trzech lub czterech cyfr oraz opcjonalnie litery R.
- Jeśli oznaczenie zawiera literę R, to wartość rezystancji w omach otrzymujemy z pozostałych cyfr oznaczenia z kropką dziesiętną w miejscu litery R. Przykładowo, „4R7” oznacza rezystor o wartości 4,7 Ω.

- Jeśli oznaczenie składa się z samych cyfr (trzech lub czterech), to wartość oporu w omach odczytujemy jako liczbę utworzoną z początkowych cyfr oznaczenia, pomnożoną przez 10 do potęgi n, gdzie n jest ostatnią cyfrą oznaczenia. Przykładowo, kod „4700” oznacza 470•100 = 470 Ω, „4701” oznacza 470•101 = 4700 Ω, „225” oznacza 22•105 = 2,2 MΩ, zaś „100” oznacza 10•100 = 10 Ω.

### Kod EIA96
Nowy system oznaczania rezystorów o tolerancji 1% z szeregu E-96, w którym oznaczenie stanowią dwie cyfry, określające kod wartości (nie samą wartość, lecz kod będący pozycją w szeregu E-96), i jedna litera, oznaczająca mnożnik (przykładowo Z odpowiada mnożnikowi 0,001 Ω, C mnożnikowi 100 Ω, zaś F mnożnikowi 100 kΩ).

## Rozmiary elementów SMD

Przykładowe rozmiary metrycznych pasywnych elementów SMD (szarym kolorem pokazano dla porównania kwadraty o boku 0,1mm, 1mm i 1cm).

Stosuje się dwie notacje rozmiarów elementów SMD: metryczna i calowa, oznaczonych poniżej odpowiednio jako (m) i (c). Oto niektóre typowe rozmiary i sposoby ich oznaczania:
- Dwuelektrodowe prostokątne elementy pasywne (przeważnie rezystory i kondensatory):
  - 01005 (c) = 0402 (m) : 0,016˝ × 0.008˝ = 0,4 mm × 0,2 mm, typowa moc rezystorów 1/32 W
  - 0201 (c) = 0603 (m) : 0,024˝ × 0,012˝ = 0,6 mm × 0,3 mm, moc 1/20 W
  - 0402 (c) = 1005 (m) : 0,04˝ × 0,02˝ = 1,0 mm × 0,5 mm, moc 1/16 W
  - 0603 (c) = 1608 (m) : 0,063˝ × 0,031˝ = 1,6 mm × 0,8 mm, moc 1/16 W
  - 0805 (c) = 2012 (m) : 0,08˝ × 0,05˝ = 2,0 mm × 1,25 mm, moc 1/10 lub 1/8 W
  - 1206 (c) = 3216 (m) : 0,126˝ × 0,063˝ = 3,2 mm × 1,6 mm, moc 1/4 W
  - 1210 (c) = 3225 (m) : 0,126˝ × 0,1˝ = 3,2 mm × 2,5 mm, moc 1/2 W
  - 1806 (c) = 4516 (m) : 0,177˝ × 0,063˝ = 4,5 mm × 1,6 mm, moc 1/2 W
  - 1812 (c) = 4532 (m) : 0,18˝ × 0,12˝ = 4,5 mm × 3,2 mm, moc 1/2 W
  - 2010 (c) = 5025 (m) : 0,2˝ × 0,1˝ = 5,0 mm × 2,5 mm
  - 2512 (c) = 6332 (m) : 0,25˝ × 0,12˝ = 6,35 mm × 3,0 mm

- Kondensatory tantalowe:
  - EIA 3216-12 (Kemet S, AVX S): 3,2 mm × 1,6 mm × 1,2 mm
  - EIA 3216-18 (Kemet A, AVX A): 3,2 mm × 1,6 mm × 1,8 mm
  - EIA 3528-12 (Kemet T, AVX T): 3,5 mm × 2,8 mm × 1,2 mm
  - EIA 3528-21 (Kemet B, AVX B): 3,5 mm × 2,8 mm × 2,1 mm
  - EIA 6032-15 (Kemet U, AVX W): 6,0 mm × 3,2 mm × 1,5 mm
  - EIA 6032-28 (Kemet C, AVX C): 6,0 mm × 3,2 mm × 2,8 mm
  - EIA 7260-38 (Kemet E, AVX V): 7,2 mm × 6,0 mm × 3,8 mm
  - EIA 7343-20 (Kemet V, AVX Y): 7,3 mm × 4,3 mm × 2,0 mm
  - EIA 7343-31 (Kemet D, AVX D): 7,3 mm × 4,3 mm × 3,1 mm
  - EIA 7343-43 (Kemet X, AVX E): 7,3 mm × 4,3 mm × 4,3 mm.

## Zalety montażu powierzchniowego

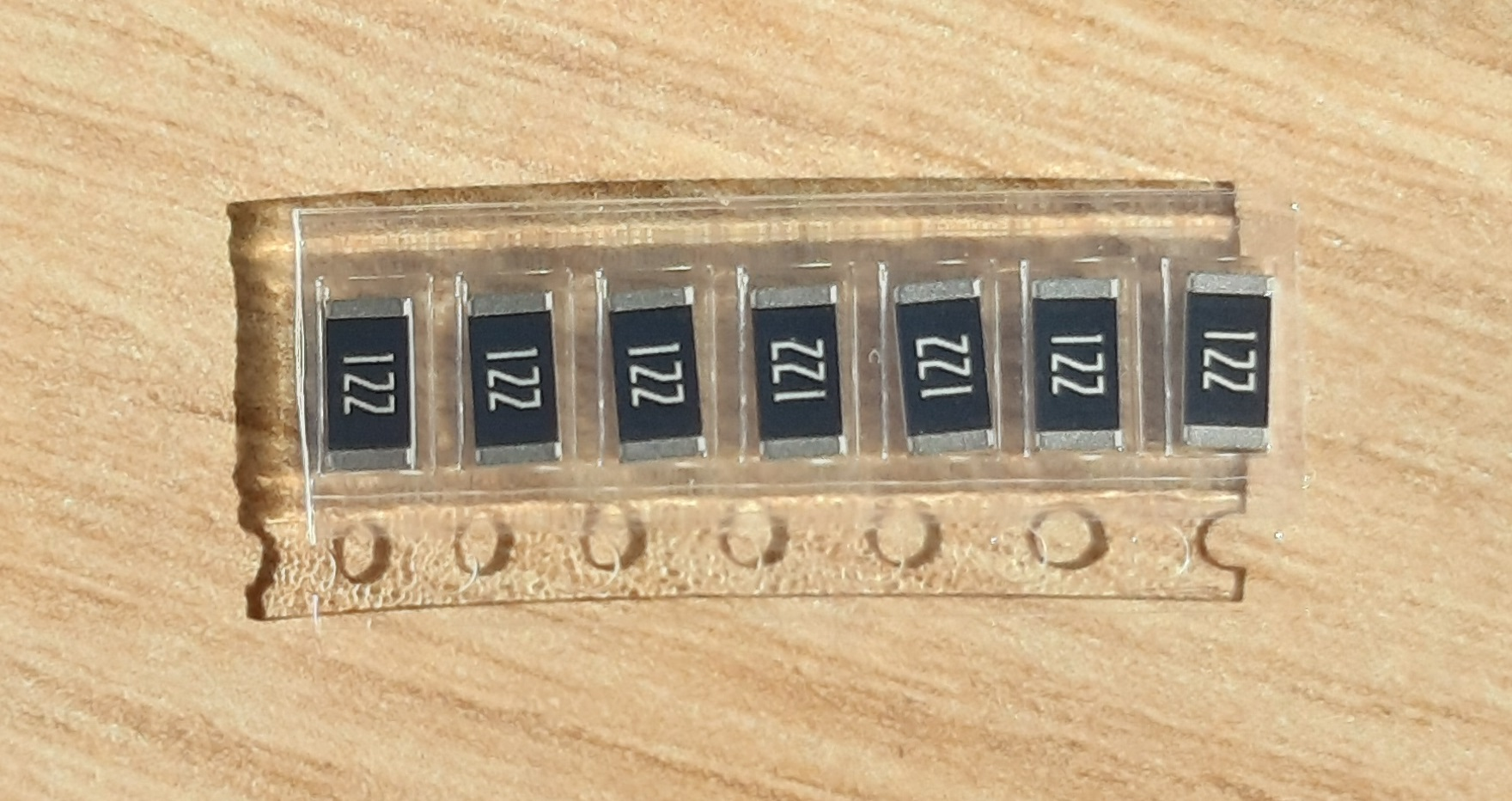
Rezystory SMD w opakowaniu pozwalającym na zastosowanie w maszynie montażowej

- automatyzacja procesu produkcyjnego
- miniaturyzacja urządzeń oraz duża gęstość rozmieszczenia elementów
- możliwość rozmieszczenia komponentów po obu stronach płytki drukowanej
- mała impedancja połączeń (wpływająca na lepsze właściwości przy wysokich częstotliwościach)
- dobre właściwości mechaniczne w warunkach wstrząsów lub wibracji (z uwagi na mniejszą masę elementów)
- bardzo duża szybkość montażu
- możliwość łączenia maszyn w linię produkcyjną, aby zwiększyć szybkość montażu
- stosunkowo niskie koszty produkcji

## Wady montażu powierzchniowego
- wysoki koszt maszyn rozmieszczających elementy
- bardziej skomplikowana kontrola poprawności połączeń (w porównaniu do montażu przewlekanego)
- ręczna naprawa układów niepoprawnie wykonanych podczas automatycznej produkcji jest wysoce utrudniona
- mała opłacalność dla krótkich serii
- potrzeba klejenia ciężkich elementów przy montażu dwustronnym
- naprężenia mechaniczne przy zastyganiu spoiwa, co wywołuje pęknięcia i braki połączeń w niskich temperaturach lub przy drganiach